# Lluvia de fuego
«Lluvia de fuego» es una canción interpretada por la banda chilena Kudai. Se lanzó el 17 de agosto de 2018 como el segundo sencillo de su álbum Laberinto (2019).

## Antecedentes y composición
El tema fue lanzado el 17 de agosto de 2018, como segundo sencillo del álbum Laberinto (2019), y paralelamente con su publicación comienzan la gira Lluvia de Fuego Tour para la promoción del disco. La pista fue escrita por Gustavo Pinochet y José Miguel Alfaro, bajo la producción de Gustavo Pinochet.

## Video musical
El video musical de «Lluvia de fuego» fue dirigido por Piero Medone, fue grabado en junio de 2018 en Puerto Natales, en la Patagonia chilena. Sobre el clip, Bárbara Sepúlveda comentó: «Está maravilloso, es como el video que prácticamente más nos ha gustado hasta el momento».

## Posicionamiento en listas
| Listas (2018)          | Mejor posición |
| ---------------------- | -------------- |
| Chile (Monitor Latino) | 79             |

## Historial de lanzamiento
| País   | Fecha                | Formato                     | Discográfica     | ref.  |
| ------ | -------------------- | --------------------------- | ---------------- | ----- |
| Varios | 17 de agosto de 2018 | Descarga digital, streaming | Sony Music Chile | [ 1 ] |